# Джонатан Борофський
Джонатан Борофський (англ. Jonathan Borofsky; нар. 24 грудня 1942) — американський скульптор і графік, який живе і працює в Огунквіті, штат Мен.

## Ранні роки життя та освіта
Борофський народився в Бостоні, штат Массачусетс. Він отримав ступінь бакалавра образотворчих мистецтв в Університеті Карнегі-Меллона в 1964 році, після чого продовжив навчання у французькій Еколь де Фонтенбло, а в 1966 році отримав ступінь магістра образотворчого мистецтва в Єльському університеті. Він жив на Манхеттені, поки викладацька посада в Каліфорнійському інституті мистецтв не привела його до Лос-Анджелеса в 1977 році. Він проживав у Венеції  та Каньйоні  Лос-Анджелесі, з 1977 по 1992 рр. У 1960-х рр. мистецтво Борофського прагнуло поєднати мінімалізм та поп-арт.
21 травня 2006 року Борофський здобув почесну ступінь доктора мистецтв у галузі мистецтва в університеті Карнегі Меллон (його альма-матер).

## Творчість
Найвідомішими роботами Джонатана Борофського, принаймні серед широкого загалу, є його публічні художні скульптури «Людина, що ходить» (Hammering Man). Ця скульптура була встановлена у різних містах світу. Найбільша Hammering Man знаходиться в Сеулі, Корея, а друга за величиною - у Франкфурті, Німеччина. Інші скульптури  знаходяться в Базелі, Швейцарія, Йоркширському парку скульптур, Далласі, Денвері, Лос-Анджелесі, Міннеаполісі, Нью-Йорку, Сіетлі, Гейнсвіллі, Флорида, Вашингтон, округ Колумбія та Ліллестремі, Норвегія.
У 1989 році розробник Харлан Лі замовив у Борофського 30-футову Балерину-Клоуна (Ballerina Clown) - будівельну кінетичну скульптуру з алюмінію, сталі та склопластику для житлових та комерційних будівель у Венеції, штат Каліфорнія, у 1989 році. Права нога скульптури клоуна була моторизована рухом. Потім пішли  скарги орендарів спричинені механічним шумом скульптури, і після багатьох років експлуатації кінетичний компонент ніг був відновлений в 2014 році, щоб рухатися лише з перервами. Черговий Клоун-Балерина був встановлений на Форумі Людвіга  für Internationale Kunst  в Аахені, Німеччина. Ця версія датується 1991 роком і була частиною виставки Metropolis у Гропіусбау в Берліні того року.
У 1990 році Художній музей Ньюпортської гавані замовив Рубі - пластикову скульптуру заввишки 5 футів, що містить внутрішню систему освітлення та хитаються ромбоподібні світловідбивачі.
У період з 1989 по 1999 рік Борофський завершив серію публічних художніх скульптур Molecule Man, що складаються з трьох з'єднаних перфорованих алюмінієвих листів, висотою від 11 футів до 100 футів. Три з його 100-футових скульптур «Молекулярна людина» були встановлені безпосередньо в річці Шпрее в Берліні для німецької страхової компанії Allianz.
У 2004 році муніципальне мистецьке товариство Балтимору доручило Джонатану Борофському створити свою 51-футову (15,5 м)  алюмінієву скульптуру Male/Female як центральну частину реконструйованої площі перед вокзалом Пенна на святкування свого 100-річчя. Скульптура була подарунком Місту від Товариства.
У травні 2006 року «Walking to the Sky»  була постійно встановлена в університетському містечку університету Карнегі-Меллона поблизу перетину Форбс-авеню та Морвуд-авеню в Пітсбурзі. Твір було тимчасово встановлено в Рокфеллерівському центрі восени 2004 року та в 2005 році в скульптурному центрі Нашера в Далласі, штат Техас.

## Основні постійні комісії
- Walking to the Sky (2006). Пітсбург, штат Пенсільванія.
- Male/Female (2004). Балтbмор, штат Меріленд.
- Walking Man (1995). Мюнхен, Німеччина
- Ballerina Clown (1989). Венеція, Лос-Анджелес, Каліфорнія.
- Ballerina Clown (1991). Аахен, Німеччина [13]
- Молекулярна людина (1981). Маленький Токіо, Лос-Анджелес, Каліфорнія

## Вибрані виставки
- 2004 - Рокфеллер-центр, Нью-Йорк
- 2002 - Fondazione Sandretto Re Rebaudengo, Кунео, Італія
- 1999 - Музей мистецтв Базеля ; Галерея Ремба, Лос-Анджелес
- 1996 - Музей американського мистецтва Уітні, Нью-Йорк
- 1992 - Documenta 9, Кассель
- 1987 - Documenta 8, Кассель
- 1985 - Художній музей Берклі, Берклі, Каліфорнія
- 1984 - Музей мистецтв Філадельфії, Філадельфія, Пенсільванія
- 1984 - Штадель, Франкфурт
- 1982 - Documenta 7, Кассель
- 1981 - Музей сучасного мистецтва, Х'юстон, Техас

## Галерея

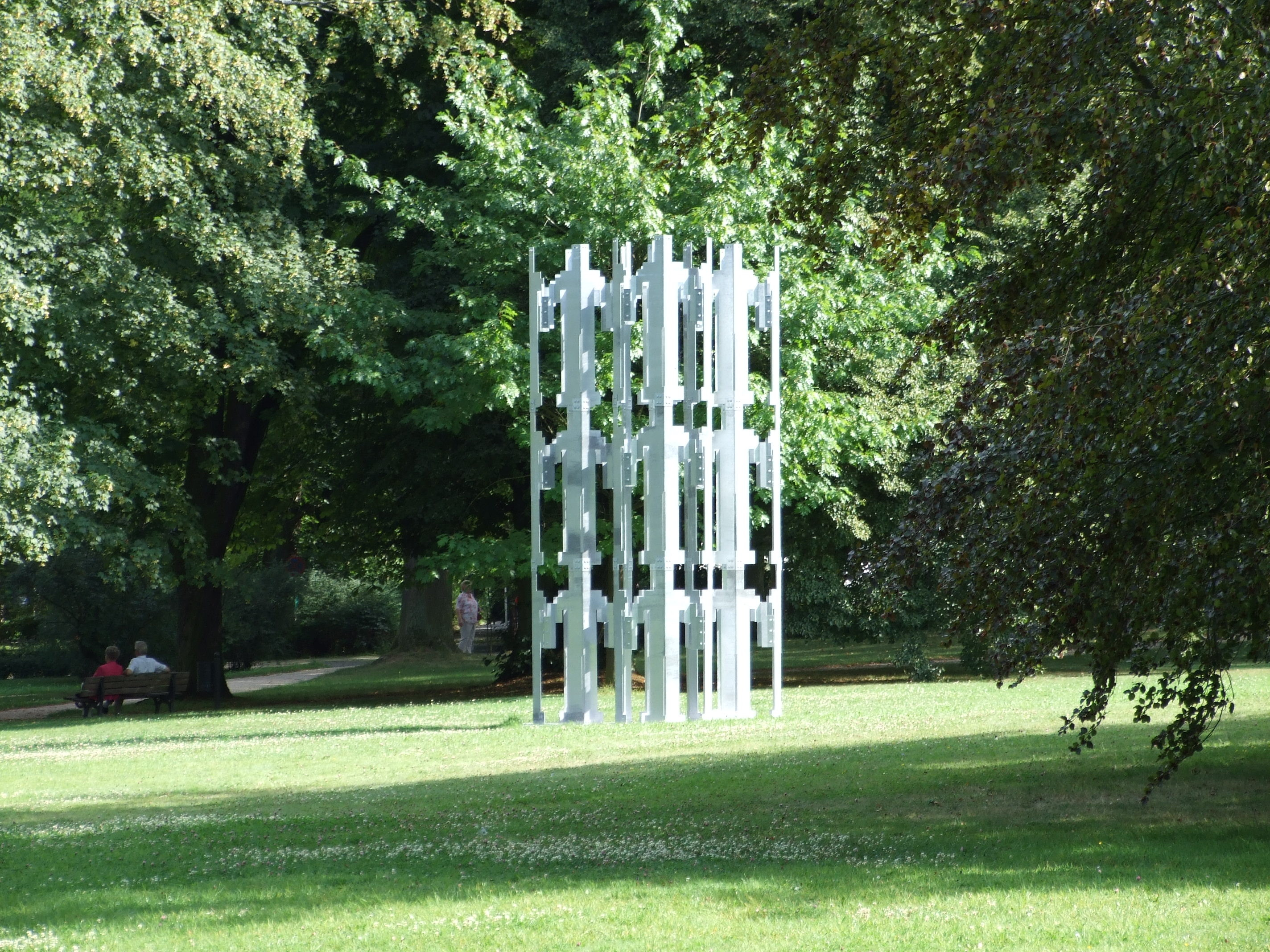
Структури людини на «blickachsen 7», 2009 рік
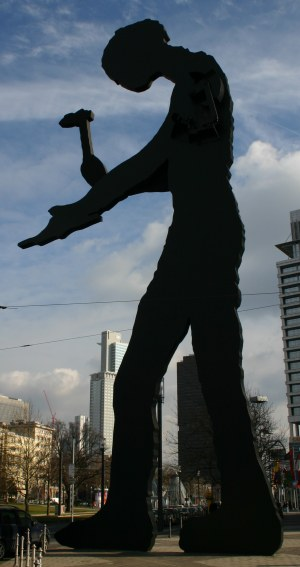
Людина з молотком у Франкфурті
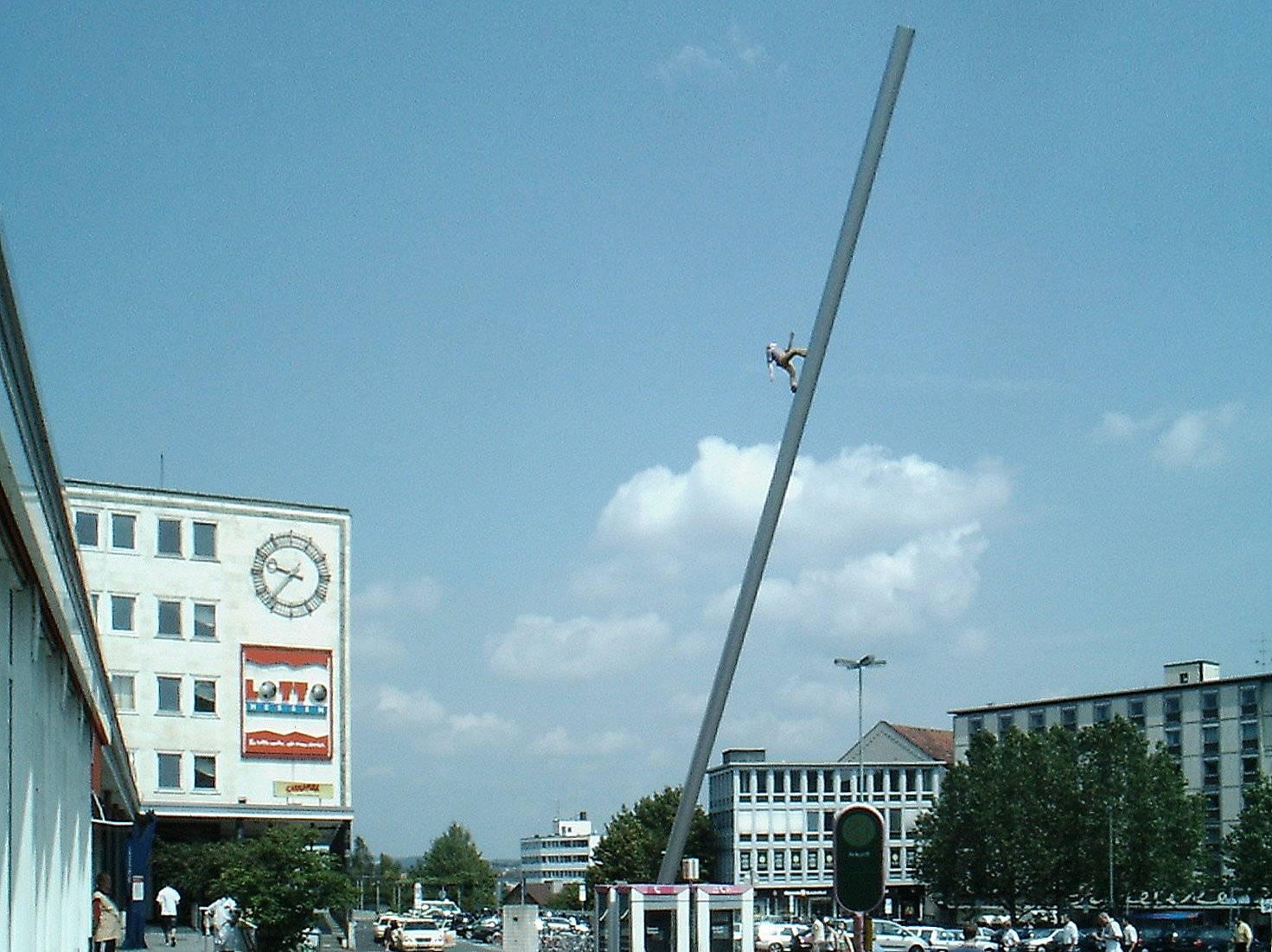
Людина, що йде до неба, Кассель
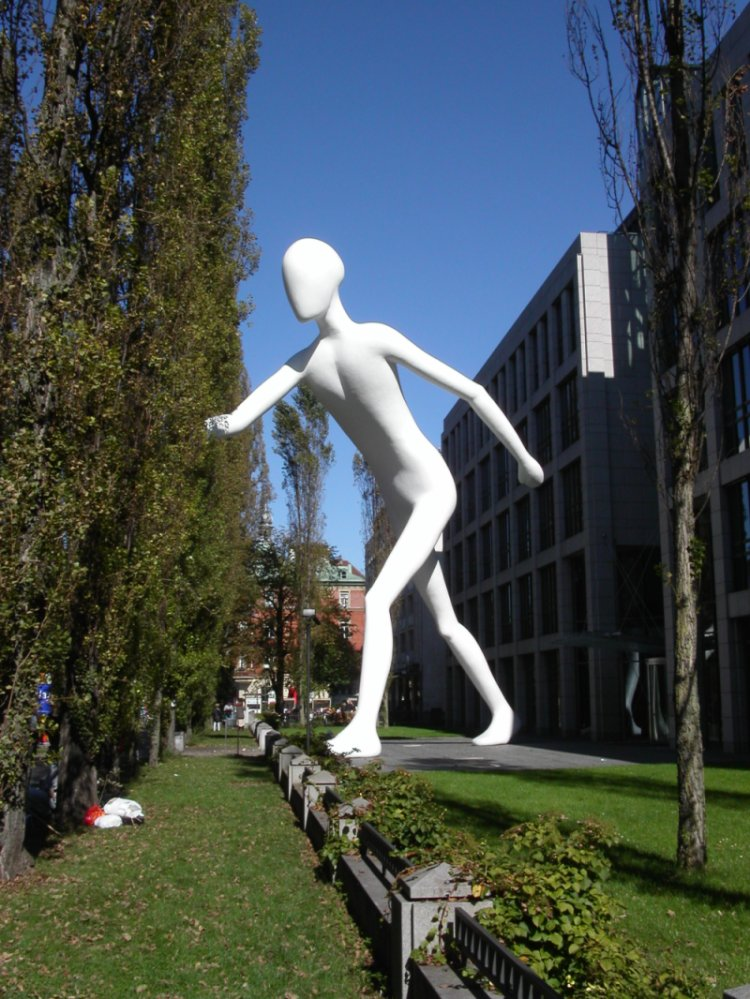
Ходяча людина в Мюнхені (Munich Re)
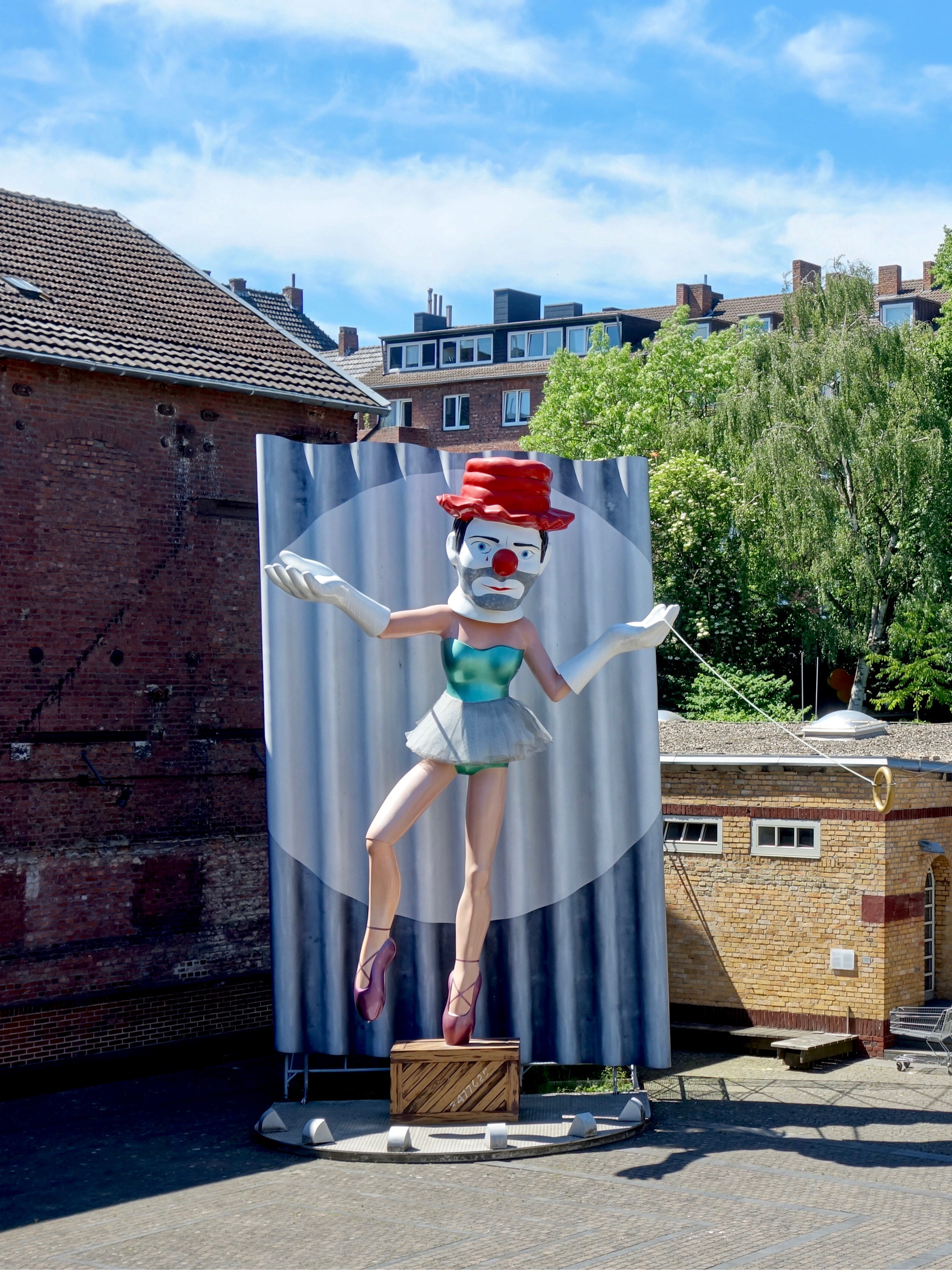
Клоун-балерина на форумі Людвіга для міжнародної творчості в Аахені